# Nils Nordmark

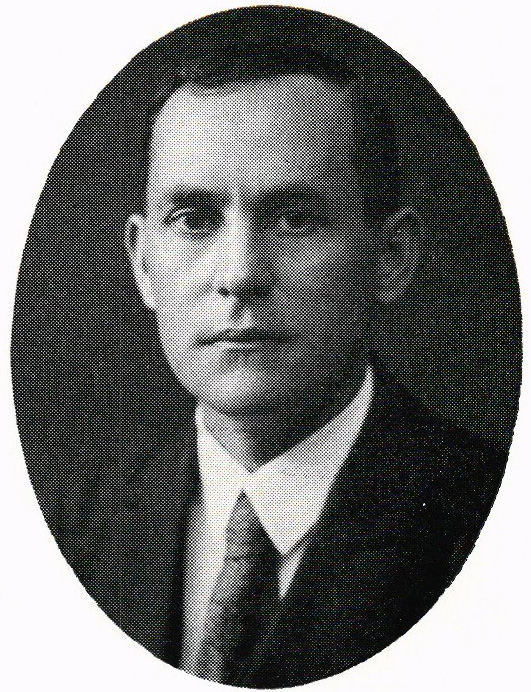
Nils Nordmark

Nils Elov Josef Nordmark, född 23 april 1891 i Stockholm, död 29 augusti 1977 i Borgholm, var en svensk arkitekt.
Nordmark studerade vid Kungliga tekniska högskolan till 1917 och vid Kungliga Konsthögskolan till 1920. Han var anställd hos Ture Sellman 1919-1920 och hos Ragnar Hjorth. Han flyttade sedan till Göteborg där han 1919-1920 var han anställd på Göteborgs Fastighetskontor 1921-1922, arkitektkontoret för Jubileumsutställningen i Göteborg 1921-1922 samt arkitektkontoret för inrättandet av Göteborgs konstmuseum 1922. 1923-1925 arbetade han hos Edvard Bernhard innan han 1926-1930 verkade som byggnadskontrollant i Älvsborgs municipalsamhälle. 
Han drev därefter egen verksamhet i Göteborg och från 1938 Borås. Vidare var han byggnadskonsulent i Örby och Kinna, stadsarkitekt i Kinna 1950-1958, stadsarkitekt i Ulricehamn.